# 이시카와현립 미술관
이시카와 현립 미술관(일본어: 石川県立美術館 이시카와 겐리쓰 비주쓰칸[*])은 일본 이시카와현 가나자와시에 있는 미술관이다.

## 개요
1945년 10월, 이시카와 현 미술관(일본어: 石川県美術館)으로 가나자와 시 혼다 정에 있는 구 호쿠리쿠 해군관을 개조하여 개관하여 그 해 말에 점령군에 의해 접수된다. 1959년 다니구치 요시로가 설계하여 개관하였다. 1983년에 근접하는 현재 위치에 이전과 함께 현재의 명칭으로 개칭하여 개관하였다. 이시카와 현에 연고가 있는 작품을 중심으로 수집하고 있다. 1997년 이시카와 현 문화재 보존 수복 공방이 부속되어 문화재 복구에도 힘을 쏟고 있다. 2005년에는 현지 사업가로부터 우키요에 판화 2,224점 (3,016건)을 기증을 받았다. 2008년에 설비 노후화에 따른 대규모 수리가 완료되었다.

## 전시실
첫 번째부터 아홉 번째까지의 전시실과 마에다 이쿠토쿠가이 손케이가쿠분코 분관(前田育徳会尊経閣文庫分館)에 10개 방이 있다. 첫 번째 전시실에는 노노무라 닌세이의 작품이자 국보인 이로에키지코로(色絵雉香炉)와 중요문화재 色絵雌雉香炉 두 점이 전시된다. 분관은 마에다 성씨의 문화재를 관리하는 마에다 이쿠토쿠가이 (본부는 도쿄 도 메구로 구)가 소장하고 있는 손케이카쿠분코의 미술 공예품을 월별로 주제를 정해 전시한다.

## 히로시카 별관
2008년 대규모 수로를 계기로 지금까지 손케이카쿠분코의 기탁품을 보관하고 있던 전시실이 히로시카 별관(広坂別館)으로 수리 정비되었다. 1개 홀, 2개 회의실, 1개 와시쓰, 1개 담화실이 있다. 건물은 가가번의 주요 가문으로 혼다 성씨의 다이묘야시키가 있던 곳에 1922년 일본 제국 육군 9사단의 사단 장관 건물로 지어진 전후는 미군 장교 관사, 가나자와 가정 법원 이시카와 현 아동회관, 조류 공원, 휴식관 등에 사용된 것이다.

## 숍 · 카페
무료 시설인 현관에 이시카와 현의 전통 공예품의 복제품 등을 판매하는 뮤지엄 숍과 나나오시 출신의 파티시에 쓰지구치 히로노부가 운영하는 카페 르 뮤제 드 애슈 KANAZAWA(ル ミュゼ ドゥ アッシュ KANAZAWA)가 들어서 있다.